# Tabwiroa
Tabwiroa (auch: Tabuiroa) ist ein Ort im Südosten des Abaiang-Atolls in den zum Inselstaat Kiribati gehörenden Gilbertinseln im Pazifischen Ozean. 2020 hatte der Ort 473 Einwohner.

## Geographie
Tabwiroa ist ein Ort im Südosten der Hauptinsel des Abaiang-Atolls. Südöstlich von Tabwiroa liegt der Flugplatz Abaiang beim Dorf Tuarabu. Im Nordwesten schließt sich Tebero an und noch weiter nordwestlich liegt der Hauptort des Atolls, Taburao.

## Klima
Das Klima ist tropisch heiß, wird jedoch von ständig wehenden Winden gemäßigt. Ebenso wie die anderen Orte des Abaiang-Atolls wird Tabwiroa gelegentlich von Zyklonen heimgesucht.